# مپل ولی (واشینگتن)
مپل ولی (به انگلیسی: Maple Valley) شهری در شهرستان کینگ ایالت واشنگتن است که در سرشماری سال ۲۰۱۰ میلادی، ۲۲۶۸۴ نفر جمعیت داشته است.